# Dianthus lorberi
Dianthus lorberi là loài thực vật có hoa thuộc họ Cẩm chướng. Loài này được Kubát & Abtová mô tả khoa học đầu tiên năm 1988.